# Elisabeth von Hanau († um 1365)
Elisabeth von Hanau (* vermutlich zwischen 1311 und 1315; † nach 1365) war eine Tochter Ulrichs II. von Hanau (* ca. 1280/1288; † 1346) und der Agnes von Hohenlohe (* vor 1295; † 29. November 1346), Tochter des Kraft I. von Hohenlohe.

## Biographie
Ihr Geburtsjahr ist nicht bekannt. Da die Eltern aber 1310 heirateten und sie 1335 schon länger verheiratet war, ergibt sich daraus die Vermutung für den Zeitraum, in dem sie geboren wurde. Auch war sie von ihren drei Schwestern eine der Älteren, da in der Regel die älteren verheiratet wurden, die Jüngeren aber in ein Kloster eintraten.
Verheiratet war sie mit Philipp V. von Falkenstein-Butzbach (* nach dem 10. Oktober 1313; † 10. April 1343). Aus dieser Ehe gingen als Kinder hervor:
- Philipp VII. von Falkenstein (* vor 1332; † nach dem 21. Oktober 1410), verheiratet in erster Ehe mit Margarete von Sponheim, in zweiter Ehe mit Margarethe von der Mark
- Agnes (* um 1333; † nach 1379), verheiratet mit Philipp VI. von Falkenstein-Lich
- Elisabeth (* um 1335; † vor dem April 1366), verheiratet mit Gerlach von Limburg
- Ulrich (* nach 1333; † 20. Mai 1365), vermutlich Geistlicher

Elisabeth überlebte ihren Mann um mindestens 22 Jahre. Die jüngste Urkunde, in der sie erwähnt wird, stammt aus dem Jahr 1365.

## Vorfahren
| Ahnentafel von Elisabeth von Hanau | Ahnentafel von Elisabeth von Hanau                                                                    | Ahnentafel von Elisabeth von Hanau                                                                    | Ahnentafel von Elisabeth von Hanau                                                                                   | Ahnentafel von Elisabeth von Hanau                                                                           | Ahnentafel von Elisabeth von Hanau | Ahnentafel von Elisabeth von Hanau |
| ---------------------------------- | --- | --- | --- | --- | ---------------------------------- | ---------------------------------- |
| Urgroßeltern                       | Reinhard I. von Hanau (* vor 1243; † 1281) ⚭ Adelheid von Hagen-Münzenberg († 1291)                   | Ludwig von Rieneck-Rothenfels († 1289) ⚭ Udehilt von Grumbach und Rotenfels († 1300)                  | Gottfried von Hohenlohe, Graf der Romagna (nachgewiesen: 1219–1266) ⚭ Richza von Krautheim (nachgewiesen: 1224–1263) | Graf Friedrich von Truhendingen-Dillingen († 1274) 2. ⚭ vmtl. Margaretha von Andechs-Meranien († 1271)       |                                    |                                    |
| Großeltern                         | Ulrich I. von Hanau (* 1250/60; † 1305/06) ⚭ Elisabeth von Rieneck-Rotenfels (* ca. 1260; † ca. 1300) | Ulrich I. von Hanau (* 1250/60; † 1305/06) ⚭ Elisabeth von Rieneck-Rotenfels (* ca. 1260; † ca. 1300) | Kraft I. von Hohenlohe-Weikersheim (nachgewiesen 1260–1312) 2. ⚭ vmtl. Margarethe von Truhendingen-Dillingen         | Kraft I. von Hohenlohe-Weikersheim (nachgewiesen 1260–1312) 2. ⚭ vmtl. Margarethe von Truhendingen-Dillingen |                                    |                                    |
| Eltern                             | Ulrich II. von Hanau (* 1280; † 1346) ⚭ Agnes von Hohenlohe-Weikersheim (* vor 1295; † 1342/44)       | Ulrich II. von Hanau (* 1280; † 1346) ⚭ Agnes von Hohenlohe-Weikersheim (* vor 1295; † 1342/44)       | Ulrich II. von Hanau (* 1280; † 1346) ⚭ Agnes von Hohenlohe-Weikersheim (* vor 1295; † 1342/44)                      | Ulrich II. von Hanau (* 1280; † 1346) ⚭ Agnes von Hohenlohe-Weikersheim (* vor 1295; † 1342/44)              |                                    |                                    |
| Elisabeth von Hanau                | | | | |                                    |                                    |

## Verweise
1. ↑  Clemm, S. 252
2. ↑  Freytag von Loringhoven, Tafel 87
3. ↑  Löffler, S. 506 ff

| Personendaten    | Personendaten            |
| ---------------- | ------------------------ |
| NAME             | Elisabeth von Hanau      |
| ALTERNATIVNAMEN  | Elisabeth von Königstein |
| KURZBESCHREIBUNG | Adelige                  |
| GEBURTSDATUM     | zwischen 1311 und 1315   |
| STERBEDATUM      | nach 1365                |